# 한국청소년물리토너먼트
한국청소년물리토너먼트(KYPT, Korean Young Physicists’ Tournament)는 한국영재학회와 한국물리학회가 주관하는 고등학생을 대상으로 한 물리 토론 대회로, 국제청소년물리토너먼트(IYPT, International Young Physicists’ Tournament)의 한국 예선전이다. 교과서적 해답이 없는 열린 문제에 대한 탐구를 바탕으로 발표, 반론, 그리고 평론의 형식의 토론이 진행되므로 폭넓은 물리적 지식과 연구능력, 팀원들 간의 협력, 의사 표현 및 토론 능력과 영어 의사 소통 능력이 종합적으로 요구된다. KYPT는 IYPT의 대한민국 국가대표 선발의 예선전임과 동시에, 한국 청소년들의 물리 탐구에 대한 관심 및 연구 능력을 증진시키는 데에 그 의의가 있다. 대회 공식 언어는 영어이다.

## 대회 역사
KYPT는 IYPT에 비해서 그 역사가 짧다. 1979년 소련에서 모스크바의 고등학생들을 대상으로 한 청소년물리토너먼트(YPT, Young Physicists’ Tournament)로 시작된 것이 점차 국제대회로 확대되어 IYPT로 발전되어온 한편, 여러 차례 IYPT 대회 관찰 및 기초 연구 끝에 한국영재학회의 주관으로 제 1회 KYPT가 개최되었다. 2001년 9월 21일에 개최된 1회 대회에는 5팀으로 시작한 KYPT는 매년 참가 팀 수가 증가하여 현재는 예산과 운영 방식의 한계 상 모든 팀을 수용하지 못하고, 두 차례의 보고서 평가 예선을 거쳐 24팀 (2012년까지는 28팀) 만이 본선에 진출한다. 2007년부터는 기존의 한국영재학회에 더불어 한국물리학회와 대회를 공동 주최하게 되었다.
KYPT의 성장에 힘입어 IYPT에서도 한국 대표팀의 성과 발전이 있었다. 2002년 제 15회 IYPT를 시작으로 통해 가려진 매년 IYPT에 KYPT 및 소정의 선발, 교육 과정을 거쳐 선발된 한국 대표팀이 참가하고 있는데, 첫 출전 이후 2003년에서의 공동우승을 시작으로 금상(2003년, 2009년, 2010년, 2011년, 2012년, 2013년), 은상(2006년, 2007년, 2014년), 동상(2004년, 2005년, 2007년, 2008년)을 수상하는 등 우수한 성적을 거두고 있다. 2007년에는 한국에서 IYPT를 개최하였고, 2009년과 2011년, 2012년에는 IYPT에서 대한민국 대표단이 단독 우승하였다.
2014년까지의 KYPT 및 대한민국 국가대표팀의 IYPT 참가 연혁은 다음과 같다.
| 연도   | 날짜                                | 연혁                                                                        |
| ------ | ----------------------------------- | --------------------------------------------------------------------------- |
| 2014년 | 1월 21일~1월 24일 7월 3일~7월 10일  | 제 13회 KYPT (인천대학교) 제 27회 IYPT (영국, 슈루즈베리) -은상             |
| 2013년 | 1월 28일~1월 31일 7월 24일~ 8월 2일 | 제 12회 KYPT (인천대학교) 제 26회 IYPT (중화민국, 타이베이) -금상           |
| 2012년 | 2월 10일~2월 14일 7월 20일~7월 29일 | 제 11회 KYPT (강원대학교) 제 25회 IYPT (독일, 바트사울가우) –금상, 단독우승 |
| 2011년 | 2월 9일~2월 12일 7월 22일~7월 31일  | 제 10회 KYPT (고려대학교) 제 24회 IYPT (이란, 테헤란) –금상, 단독우승       |
| 2010년 | 2월 8일~2월 11일 7월 9일~7월 16일   | 제 9회 KYPT (인천대학교) 제 23회 IYPT (오스트리아, 빈) –금상                |
| 2009년 | 2월 11일~2월 14일 7월 21일~7월 28일 | 제 8회 KYPT (청주교육대학교) 제 22회 IYPT (중국, 톈진) – 금상, 단독우승     |
| 2008년 | 2월 13일~2월 16일 5월 21일~5월 28일 | 제 7회 KYPT (서울대학교) 제 21회 IYPT (크로아티아, 트로기르) – 동상         |
| 2007년 | 7월 5일~7월 11일                    | 제 20회 IYPT (대한민국, 성남) – 은상, 동상                                  |
| 2006년 | 8월 9일~8월 12일 7월 5일~7월 14일   | 제 6회 KYPT (청주교육대학교) 제 19회 IYPT (슬로바키아, 브라티슬라바) – 은상 |
| 2005년 | 8월 10일~8월 13일 7월 14일~7월 21일 | 제 5회 KYPT (수원 성균관대학교) 제 18회 IYPT (스위스, 빈터투어) – 동상      |
| 2004년 | 8월 11일~8월 14일 6월 24일~7월 1일  | 제 4회 KYPT (경원대학교) 제 17회 IYPT (호주, 브리스베인) –동상              |
| 2003년 | 8월 12일~8월 15일 7월 1일~7월 8일   | 제 3회 KYPT (부산교육대학교) 제 16회 IYPT (스웨덴, 웁살라) – 금상, 공동우승 |
| 2002년 | 7월 18일~7월 19일 7월 1일~7월 8일   | 제 2회 KYPT (대전한국과학재단) 제 15회 IYPT (우크라이나, 오데사)            |
| 2001년 | 9월 21일~9월 23일                   | 제 1회 KYPT (대전한국과학재단)                                              |

## 대회 개요
KYPT 조직위원회에서는 IYPT 조직위원회에서 매년 당해 IYPT가 끝난 후 (International Organizing Committee) 회의를 통해 결정한 이듬해 대회 17문제 중 14문제를 선별하여 8~9월 경에 공지한다. 대회 문제는 고전물리학에 한정되어있지만, 역학과 전자기학뿐만 아니라 광학, 파동, 소리, 열역학, 유체 등 물리학의 여러 분야에 걸쳐 출제된다. 대회 문제들은 교과서나 시험, 경시대회 등에서 다루는 전형적인 문제가 아닌, 일상생활에서 쉽게 관찰할 수 있지만 제대로 규명되지 않은 물리 현상에 대한 문제들이나, 그 해답이 물리학자들에게 조차도 명확하게 알려져 있지 않거나 같은 데이터를 둘러싸고도 다른 해석으로 역사적으로 논쟁 중인 문제들이 많다. 대회 문제들은 교과서적인 해답이 없는 열린 문제들이므로 다양한 해결 방법과 결론이 나올 수 있으며, 본 대회는 이것의 물리학적 타당성을 두고 토론하는 학술적 논쟁이다.
대회는 두 차례의 보고서 평가와 본선 토론 대회로 구성되어있는데, 학생들은 5인 1조의 팀을 이루어 정해진 문제들에 대해 탐구를 진행한 후, 이를 바탕으로 두 차례의 보고서 평가를 거쳐 선발된 24팀은 (2012년까지는 28팀) 본선에 참가할 자격이 주어진다. 이 중 결승에 진출한 네 팀의 구성원들은 국제청소년물리토너먼트(IYPT)에 대표로 지원할 자격을 가지는데, 두 번의 선발전을 통해 가려진 다섯 명의 예비 국가대표들은 소정의 교육과정과 합숙을 통해 한국 대표의 자격으로 IYPT에 참가한다.

## 대회 로고
KYPT의 공식 대회 로고에는 대회 이름을 중심으로 말을 탄 두 기사들이 방패와 창을 들고 서로를 마주보고 있다. 왼쪽 기사의 방패에는 물질의 입자성을 대변하는 아인슈타인의 질량-에너지 등가 원리(E=mc2)가, 오른쪽 기사의 방패에는 물질의 파동성을 대변하는 플랑크의 양자 가설(E=hν)이 적혀 있다. 이는 물질을 설명하는 서로 대치되는 두 가지 관점을 나타냄으로써 한 가지 문제에 접근할 수 있는 방식이 여러 가지가 있음을 뜻하고, 물리의 현상을 설명하는 데에 있어서 정해진 답이 없음을 뜻한다. 이는 곧 KYPT는 학생들이 정해진 답이 없는 문제에 대해서 자신만의 해결책을 제시하고, 이들의 정당성을 토론하고 검증하는 대회임을 나타낸 것이다.

## 대회 규정

### 대회 진행 방식
각 경기는 심사위원장의 지도 하에 팀 소개 및 심사위원 소개로 시작된다. 한 경기(PF)는 참가하는 팀의 숫자에 따라 3~4개의 단계(Stage)로 구성된다. 예선전 시작 전 추첨으로 발표 순서 및 대진표가 결정되는데, 3팀이 참여하는 경우 발표, 반론, 평론의 3가지의 역할을 교대로 수행하는 3단계로, 4팀이 참여하는 경우 관찰의 역할을 추가하여 4단계로 대회를 진행한다.
| 차례 | 진행 순서                                                   | 소요 시간 |
| ---- | ----------------------------------------------------------- | --------- |
| ①    | 반론팀은 발표팀에게 발표할 문제를 지정 (예선)               | 1분       |
| ②    | 발표팀은 문제를 수락하거나 거절 (예선)                      | 1분       |
| ③    | 발표팀의 준비 (시설, 자료 등)                               | 5분       |
| ④    | 발표팀의 발표                                               | 12분      |
| ⑤    | 반론팀의 질문과 발표팀의 답변                               | 2분       |
| ⑥    | 반론팀의 준비                                               | 3분       |
| ⑦    | 최대 4분간 반론팀의 반론을 포함한 발표팀과 반론팀 간의 논쟁 | 14분      |
| ⑧    | 반론팀의 논쟁 요약                                          | 1분       |
| ⑨    | 평론팀의 발표팀/반론팀에 대한 질문과 발표팀/반론팀의 답변   | 3분       |
| ⑩    | 평론팀의 준비                                               | 2분       |
| ⑪    | 평론팀의 평론                                               | 4분       |
| ⑫    | 발표팀의 마지막 논평                                        | 2분       |
| ⑬    | 심사위원의 질문과 평가                                      | 10분      |

한 단계(Stage)의 약 1시간 동안 진행되며, 각 단계 사이에 5~10분의 휴식시간이 주어지는데 구체적인 시간은 심사위원장의 결정에 따른다. 심사위원장은 경기 전반에 대한 사항을 관장하되, 당해 조직위원회 결정 사항, 국내 대회 (KYPT) 규정, 그리고 국제 대회 (IYPT) 규정을 준수할 것을 원칙으로 한다. 참가 학생과 경기 진행 요원, 심사 위원과 지도 교사 등 관전자들은 심사위원장의 지시에 따라야 한다.

### 토론자의 역할

#### 발표자 (Reporter)
발표자는 물리적 모델, 실험 과정, 결론 등 문제 해결 과정의 요점을 제시한다. 발표자는 자신의 해결 방법의 타당성을 물리적이고 논리적으로 입증해야 하며, 반론자와의 논쟁에서 자신의 해결 방법을 방어해야 한다. 발표팀의 마지막 논평은 발표자에게 주어진 마지막 방어의 기회로 반론자 및 평론자들이 지적한 문제점에 대해 응답하고, 토론에 미처 다루지 못한 사항들에 대해 간략하게 말할 수 있다. 마지막으로 발표자는 심사위원의 질문에 대해 대답하고 자신의 풀이 방법의 타당성을 지켜내야 한다.

#### 반론자 (Opponent)
반론자는 발표자에게 문제 이해 및 해결 방법에서의 장단점을 지적하고, 발표의 정확성과 오류에 대해 비판하는 역할을 한다. 질문 시간에는 발표 내용에서 불확실한 부분이나 확인할 거리를 묻거나, 반박의 근거가 될 증거를 확보할 수 있다. 반론자는 최대 4분간 반론할 수 있으며 이 시간을 포함한 14분 동안 발표자와의 논쟁을 진행한다. 발표자와의 논쟁 이후 반론자에게 주어진 1분은 반론의 마지막 기회로 반론자의 논쟁 요약의 시간이다. 반론자는 발표자가 발표한 부분에 대해서만 토론할 수 있으며, 자신의 문제 해결 방법을 제시해서는 안 된다.

#### 평론자 (Reviewer)
평론자는 발표자와 반론자의 발표에 대한 장단점을 분석하고 평가를 제시하며, 발표자와 반론자가 토론에서 놓친 부분에 대해 설명한다. 단, 평론자는 자신의 문제 해결 방법을 제시하여 비교해서는 안 된다.

#### 관찰자 (Observer)
관찰자는 경기에 참여하지 않은 채 조용히 관전한다.

### 용어 정리
- PF(Physics Fight): 물리토론경기. 토론을 벌이는 단위 경기를 일컫는다. 예선전(Selective PFs)와 결승전(Final PF)로 나뉘는데, 예선은 총 4회의 PF, 결승은 하나의 PF로 구성된다.
- Stage: 단계. 각 PF는 참가 팀에 따라 3~4회의 Stage로 구성된다.
- SP(Sum of Points): 경기 점수. 각 PF마다 팀이 얻은 점수를 일컫는다.
- TSP(Total Sum of Points): 예선전 종합점수. 각 예선 PF에서 팀의 경기 점수를 합산한 수치를 말한다.
- FW(Fight Win): PF에서의 승점. 각 예선 PF에서 조 1위를 한 횟수를 말한다.

### 경기 점수 산출 방법
경기(PF)의 각 단계(Stage)가 끝나면 심사위원들은 문제 해결 방법의 물리적 타당성, 팀의 발표 내용 및 문제 해결 방법, 토론 내용 등을 바탕으로 각 팀에게 1~10 사이의 점수를 부여한다. 각 단계 점수는 심사위원들이 부여한 점수 중 최고점과 최저점을 평균 내어 하나의 점수로 한 후, 나머지 심사위원들의 점수와 합산한 평균치로 산출한다. PF 점수는 각 단계별 점수에서 가중치 (발표 3.0, 반론 2.0, 평론 1.0)을 곱하여 합산한 점수로 한다. 단, 발표 팀의 거절 문제 수가 3문제를 넘어갈 시에는 매번 거절할 때마다 발표 가중치에서 0.2점씩 누적 감점되어 추후 모든 예선전 점수에 반영된다.

## 대회 진행

### 예선전
예선은 총 4번의 PF로 이루어져있으며, 약 3~4일에 걸쳐 진행된다. 전략 및 풀이 방법 노출을 방지하기 위해 예선은 비공개로 진행되며, 참가 학생 및 지도 교사, 심사 위원과 진행 요원, 기타 조직 위원회에서 승인한 사람들을 제외하고는 경기를 관전할 수 없다. 예선에서는 반론팀이 발표팀에게 문제를 도전(Challenge)하며, 발표팀은 이를 수락 혹은 거절할 수 있다. 단, 발표팀은 반론팀의 요구를 최대 세 번까지 거절할 수 있으며, 이를 초과한 거절 횟수는 감점 대상이다. 예선전에서 한 PF 내에서 발표되는 문제는 모두 달라야 하며, 같은 사람이 발표, 반론, 평론을 합하여 최대 두 번 참여할 수 있다. 또한 예선전 경기를 통틀어 같은 사람이 최대 세 번 까지만 발표할 수 있다.

### 결승전
예선전에서 총 네 팀이 결승전에 진출하는데, 예선전 종합 점수 상위 세 팀과 나머지 팀 중 모든 예선 경기에서 조별 1위를 한 팀 중 종합점수가 가장 높은 팀 한 팀에게 결승 진출 자격이 부여된다. 종합점수가 동점일 시에 승점이 더 높은 팀, 승점이 4점인 팀이 없는 경우 종합점수 4위 팀, 종합점수와 승점이 동점일 시에는 예선 경기 점수(SP)의 표준편차가 적은 팀이 결승에 진출할 수 있다. 결승전은 반론팀이 발표팀에게 문제를 지정하여 발표팀이 수락 혹은 거절 여부를 결정하는 예선전과 달리 발표팀이 발표할 문제를 정한다. 예선전 최종 결과 공지 후 4시간 이내로 결승전 진출 팀은 발표할 문제를 조직위원회에 통보해야 하며, 이를 바탕으로 당일에 결승전 문제가 공지된다. 1위부터 4위까지 각각 1문제, 2문제, 3문제, 4문제를 우선순위에 따라 선정하며, 같은 문제를 선택할 경우 예선 순위가 높은 팀에게 문제 선택 우선권이 주어진다. 전략 및 풀이 방법 노출을 방지하기 위해 비공개로 진행하는 예선전과 달리, 결승전은 공개로 진행된다. 결승전은 하나의 PF로 이루어져있으며, 예선전 순위 순서대로 발표를 진행한다. 예선전과 동일한 방식으로 점수를 산출하여 종합 점수의 순위대로 결승전 순위를 결정한다. 종합 점수 동점이 있을 시에는 예선전 종합 점수(TSP)가 높은 팀, 예선전 승점(FW)가 많은 팀, 예선전 경기 점수(SP)의 표준편차가 적은 팀의 순서로 순위를 매긴다.

## 시상
2013년도 제12회 한국청소년물리토너먼트의 시상 내역은 다음과 같다.
- 대상: 결승전 우승팀 (1팀). 교육과학기술부 장관상 및 대회 우승기 증정. 국제청소년물리토너먼트(IYPT) 국가대표팀 선발전 지원 자격 부여
- 금상: 결승 진출 팀 (3팀). 한국과학창의재단 이사장상 수여. 국제청소년물리토너먼트(IYPT) 국가대표팀 선발전 지원 자격 부여
- 은상: 한국영재학회장상, 한국물리학회장상 수여
- 동상: 한국영재학회장상, 한국물리학회장상 수여
- 장려상: KYPT협회장상 수여

시상 팀 수는 당해 조직위원회의 결정에 따른다. 대회 우승기는 우승팀이 1년 간 소장 후 이듬해 같은 소속기관에서 대회 출전 시 반납하는 것을 원칙으로 한다.

## 관련 기관
- 주최: 한국영재학회, 한국물리학회
- 주관: KYPT조직위원회, 대회 개최지
- 후원: 교육과학기술부, 한국과학창의재단, 복권위원회, 동아사이언스

## 참고 문헌
- 제11회 KYPT 안내책자. 2012. 09. 한국청소년물리토너먼트(KYPT) 조직위원회
- 정병훈 저. 현장의 물리교육: 한국청소년물리토너먼트(KYPT) (1). 물리학과 첨단기술, June 2010. 한국물리학회.
- 정병훈 저. 현장의 물리교육: 청소년물리토너먼트의 특징과 가치. 물리학과 첨단기술, November 2010. 한국물리학회.
- IYPT 2007 in Korea: 청소년 물리 토너먼트. (IYPT 2007 홍보책자)